# Alejandro Villoldo
Alejandro Villoldo (Nueva Palmira, Uruguay, 8 de agosto de 1989) es un futbolista uruguayo. Juega de defensa.

## Clubes
| Club                     | País      | Año         |
| ------------------------ | --------- | ----------- |
| Plaza Colonia            | Uruguay   | 2011 - 2012 |
| Sarmiento de Resistencia | Argentina | 2013 - 2014 |
| Plaza Colonia            | Uruguay   | 2014 - 2016 |
| Boca Unidos              | Argentina | 2017        |
| Montevideo Wanderers     | Uruguay   | 2018        |
| Defensor Sporting Club   | Uruguay   | 2019        |
| Central Español          | Uruguay   | 2021-2022   |
| CS Cerrito               | Uruguay   | 2022        |
| CA Bella Vista           | Uruguay   | 2023        |
| Central Español FC       | Uruguay   | 2024        |

## Palmarés
| Club               | País    | Torneo                                      |
| ------------------ | ------- | ------------------------------------------- |
| Plaza Colonia      | Uruguay | Primera División de Uruguay - Clausura 2016 |
| Central Español FC | Uruguay | Primera División Amateur de Uruguay 2024    |